# Honiara
Honiara (iz lokalne fraze nahoniara - »obrnjen proti pasatom«) je glavno mesto Salomonovih otokov in s približno 65.000 prebivalci (po popisu leta 2009) največje naselje v državi. Stoji ob izlivu reke Mataniko in rtu Point Cruz na severni obali otoka Guadalcanal ter predstavlja politično, prometno in trgovsko središče. Mesto je stisnjeno na ozkem ravninskem pasu med obalo in vzpetinami v zaledju, kar omejuje njegovo širitev. Predstavlja eno od desetih provinc v upravni delitvi Salomonovih otokov.
Je mlado mesto. Nastalo je po drugi svetovni vojni na ozemlju vojaške baze, ki jo je ameriška vojska zgradila ob pomembnem vojaškem letališču (Henderson Airfield). Območje je bilo med vojno prizorišče srditih bojev na pacifiškem bojišču (bitka za Guadalcanal), ki so se končali z ameriško zmago. Naselje je kmalu pričelo hitro rasti, saj je pritegnilo številne mlade otočane, ki so tu našli delo in priložnost za pobeg od rigidne tradicionalne družbene ureditve. Leta 1952 je nadomestilo kraj Tulagi, ki ga je uničilo japonsko bombardiranje, kot glavno mesto takratnega britanskega protektorata, zato je kolonialna vlada zagnala obsežen program širitve in do sredine 1990. let je število prebivalcev preseglo 50.000. Tu so zastopane praktično vse etnične skupine, hkrati pa se razvija tudi urbana kultura pod vplivom Zahoda. Morje ob rtu Point Cruz so poglobili in rt spremenili v pristaniški kompleks, na lokaciji nekdanjega vojaškega letališča (približno 15 km vzhodno od Honiare) pa je bilo zgrajeno mednarodno letališče Honiara.
V zadnjih desetletjih je Honiara prizorišče medetničnih napetosti, ki jih povzroča priseljevanje z drugih otokov, predvsem z otoka Malaita severovzhodno od Guadalcanala. Leta 1999 je izbruhnilo medetnično nasilje, kljub posredovanju predstavnikov Skupnosti narodov med oboroženimi skupinami obeh strani je prišlo leta 2000 v Honiari do poskusa državnega udara, ki je pripeljal državo na rob državljanske vojne. Vnovič je nasilje izbruhnilo leta 2006, ko so prebivalci usmerili gnev tudi proti kitajskim priseljencem in močno poškodovali njihovo sosesko s tržnicami in lokali.

## Geografija

### Podnebje
| Podnebni podatki za Honiara           | Podnebni podatki za Honiara | Podnebni podatki za Honiara | Podnebni podatki za Honiara | Podnebni podatki za Honiara | Podnebni podatki za Honiara | Podnebni podatki za Honiara | Podnebni podatki za Honiara | Podnebni podatki za Honiara | Podnebni podatki za Honiara | Podnebni podatki za Honiara | Podnebni podatki za Honiara | Podnebni podatki za Honiara | Podnebni podatki za Honiara |
| Mesec                                 | Jan                         | Feb                         | Mar                         | Apr                         | Maj                         | Jun                         | Jul                         | Avg                         | Sep                         | Okt                         | Nov                         | Dec                         | Letno                       |
| ------------------------------------- | --------------------------- | --------------------------- | --------------------------- | --------------------------- | --------------------------- | --------------------------- | --------------------------- | --------------------------- | --------------------------- | --------------------------- | --------------------------- | --------------------------- | --------------------------- |
| Rekordno visoka temperatura °C        | 33.9                        | 34.1                        | 33.9                        | 33.4                        | 33.6                        | 32.8                        | 33.3                        | 33.5                        | 33.4                        | 33.3                        | 33.4                        | 34.8                        | 34.8                        |
| Povprečna visoka temperatura °C       | 30.7                        | 30.5                        | 30.2                        | 30.5                        | 30.7                        | 30.4                        | 30.1                        | 30.4                        | 30.6                        | 30.7                        | 30.7                        | 30.5                        | 30.5                        |
| Povprečna dnevna temperatura °C       | 26.7                        | 26.6                        | 26.6                        | 26.5                        | 26.6                        | 26.4                        | 26.1                        | 26.2                        | 26.5                        | 26.5                        | 26.7                        | 26.8                        | 26.5                        |
| Povprečna nizka temperatura °C        | 23.0                        | 23.0                        | 23.0                        | 22.9                        | 22.8                        | 22.5                        | 22.2                        | 22.1                        | 22.3                        | 22.5                        | 22.7                        | 23.0                        | 22.7                        |
| Rekordno nizka temperatura °C         | 20.2                        | 20.7                        | 20.7                        | 20.1                        | 20.5                        | 19.4                        | 18.7                        | 18.8                        | 18.3                        | 17.6                        | 17.8                        | 20.5                        | 17.6                        |
| Povprečna količina padavin mm         | 277                         | 287                         | 362                         | 214                         | 141                         | 97                          | 100                         | 92                          | 95                          | 154                         | 141                         | 217                         | 2.177                       |
| Povp. št. dni s padavinami (≥ 0.1 mm) | 19                          | 19                          | 23                          | 18                          | 15                          | 13                          | 15                          | 13                          | 13                          | 16                          | 15                          | 18                          | 197                         |
| Povprečna relativna vlažnost (%)      | 80                          | 81                          | 81                          | 80                          | 80                          | 79                          | 75                          | 73                          | 73                          | 75                          | 76                          | 77                          | 78                          |
| Povp. št. sončnih ur                  | 186.0                       | 155.4                       | 198.4                       | 192.0                       | 210.8                       | 198.0                       | 186.0                       | 204.6                       | 192.0                       | 226.3                       | 216.0                       | 164.3                       | 2.329,8                     |
| Povp. št. sončnih ur na dan           | 6.0                         | 5.5                         | 6.4                         | 6.4                         | 6.8                         | 6.6                         | 6.0                         | 6.6                         | 6.4                         | 7.3                         | 7.2                         | 5.3                         | 6.4                         |
| Vir: Deutscher Wetterdienst           |                             |                             |                             |                             |                             |                             |                             |                             |                             |                             |                             |                             |                             |

## Mednarodne povezave
Honiara ima uradne povezave (pobratena/sestrska mesta oz. mesta dvojčki) z naslednjimi mesti po svetu:
- – Luganville, Vanuatu.[9]